# Боро
Бо́ро (англ. borough [ˈbʌrə]брит., [ˈbɜroʊ, ˈbʌroʊ]амер.) — название административно-территориальных единиц в некоторых, в основном англоязычных странах.
Изначально термин обозначал город, окружённый стенами и имеющий самоуправление, но с течением времени стал обозначать широкий спектр понятий.
В большинстве случаев переводится на русский близкими по смыслу терминами[какими?], но иногда передается через транслитерацию.
Существуют в Канаде, Великобритании, США, Австралии, Ирландии: в каждой стране термин обозначает разные виды территориальных единиц.

## Происхождение
Слово borough происходит от общего индоевропейского корня, изначально означающего «высокое, сухое, неболотистое место». В славянских языках от этого корня произошло слово «берег», а в германских и романских языках этот корень постепенно стал обозначать высокое место (конкретнее — холм или гору), а впоследствии значение перешло на крепость на высоком месте или холме, затем — просто крепость (нем. Burg — «крепость») (сравните англ. borough, bury, скотс burgh, нем. Burg, фр. bourg, исп. burgo, швед. borg, итал. borgo, нидерл. burcht). Общее применение этих слов как суффиксов для обозначения географических названий, например:
- Фарнборо, англ. Farnborough [ˈfɑːnbərə][6]
- Питерборо, англ. Peterborough (о файле/ˈpiːtərbərə/)
- Ке́нтербери, англ. Canterbury [ˈkæntərbɛri]
- Стра́сбург или Страсбу́р, эльз. Strossburi [ˈʃd̥rɔːsb̥uri], фр. Strasbourg [stʁaz.buʁ], нем. Straßburg [ˈʃtʁaːsbʊɐ̯k]
- Люксембу́рг, люкс. Lëtzebuerg, фр. Luxembourg, нем. Luxemburg
- Га́мбург, нем. Hamburg [ˈhambʊɐ̯k], местн. [ˈhambʊɪç], н.-нем. Hamborg [ˈhambɔːx]
- Эдинбу́рг, англ. и скотс Edinburgh [ˈɛdɪnb(ʌ)rə], фр. Édimbourg, исп. Edimburgo
- Гётеборг, швед. Göteborg [jœte'bɔrj], дат. Gøteborg, Göteborg, нем. Gotenburg, англ. Gothenburg
- Зальцбург, нем. Salzburg [ˈzalt͡sbʊɐ̯k], итал. Salisburgo, англ. Salzburg [ˈsɔːlzˌbɜrɡ], [ˈsɔːltsˌbɜrɡ], [ˈsɑːlzˌbɜrɡ], [ˈsæltsˌbɜrɡ][7][8] [ˈzɑːltsˌbɜrɡ] or [ˈzæltsˌbɜrɡ], — обычно указывает на то, что обозначаемые территории были когда-то укреплёнными поселениями.

Статус боро в Англии означал наличие определённых привилегий для его жителей в части самоуправления, единообразного типа «городского» держания земли, наличия собственного суда и, позднее, представительства в английском парламенте (2 человека). Этот статус мог быть пожалован королевской грамотой (хартией). Боро возникали и на королевских землях, и на землях церковных и светских сеньоров с англо-саксонских времен, и были впервые перечислены в Книге Страшного суда. Во главе боро, как правило, был мэр, реже — бейлифы.

## Использование

### Великобритания
В Великобритании 6 метрополитенских графств и Большой Лондон административно делятся на 68 самоуправляемых районов. Все из них были наделены королевскими хартиями, по которым они получали статус района (англ. borough — боро) (а в некоторых случаях и статус города). Из них 32 — районы Лондона, а 36 — в других метрополитенских графствах: 10 в Большом Манчестере, 5 в Уэст-Йоркшире, 5 в Мерсисайде, 5 в Тайн-энд-Уире, 7 в Уэст-Мидлендсе, 4 в Саут-Йоркшире. Кроме того, некоторые негородские районы также могут иметь почётный статус Боро.

### Австралия
Боро Квинсклифф — единственный район местного самоуправления Австралии, имеющий статус боро в настоящее время.

### Ирландия
В Ирландии по закону «О реформе местных органов государственного управления» 2014 года (англ. Local Government Reform Act 2014) четыре из вновь образованных муниципальных районов (англ. municipal district): Клонмел, Дроэда, Слайго и Уэксфорд — называются англ. borough district. Это название даёт право председателю районного совета называться мэром.

### Канада
В канадской провинции Квебек английский термин Borough используется как перевод французского термина арондисман, означающего городской район в крупных городах.

### США
В США боро — административно-территориальная единица второго уровня в штате Аляска в США, эквивалентная приходу в Луизиане и округу в других штатах.
Также — тип муниципалитета в штатах Аляска, Коннектикут, Нью-Джерси, Пенсильвания и Миннесота в США.
Кроме того, город Нью-Йорк административно состоит из пяти самоуправляемых районов.
По Кодексу Виргинии (англ. Code of Virginia), когда множество местных органов государственного управления объединяются в форму города, город может делиться на территориальные единицы, не являющиеся местными органами государственного управления — боро. Например, город Чесапик делится на шесть боро, один из которых соответствует бывшему городу Южный Норфолк, а пять других — пяти магистериальным районам (англ. magisterial district), частям бывшего административного округа Норфолк. Второй пример: город Саффолк делится на семь боро, один из которых соответствует бывшему городу Саффолку, а шесть — магистериальным районам бывшего округа Нансемонд.